# Saint-Étienne-du-Rouvray
Saint-Étienne-du-Rouvray é uma comuna francesa na região administrativa da Normandia, no departamento de Sena Marítimo. Estende-se por uma área de 18,25 km². Em 2010 a comuna tinha 28 750 habitantes (densidade: 1 575,3 hab./km²).684 hab/km².
Em 26 de julho de 2016 foi palco de um ataque a uma Igreja Católica da comunidade, no qual dois homens, supostamente ligados ao grupo terrorista Estado Islâmico, sequestraram e, logo a seguir, degolaram o padre Jacques Hamel, responsável pela Paróquia local que, naquele momento, uma manhã de terça-feira, rezava a Missa para alguns fiéis presentes.
Os responsáveis pelo ataque foram mortos pela polícia que cercava o local, alertada por uma freira que soou o alarme da Igreja.